# Serra d'Os
La Serra d'Os és una serra situada al municipi d'Os de Balaguer a la comarca de la Noguera, amb una elevació màxima de 689 metres.